# Ficus americana
Pour les articles homonymes, voir Ficus et Americana.
Espèce
Classification phylogénétique
Statut de conservation UICN

 LC  : Préoccupation mineure
Synonymes
Selon GBIF (29 janvier 2022) :
- Ficus inclusa Warb. ex Glaz.
- Ficus involucrata Warb. ex Glaz.
- Ficus periplocifolia Kunth & C.D.Bouché
- Ficus subaporuloides Warb. ex Glaz.

Selon Tropicos (29 janvier 2022) :
- Ficus chiribiquetensis Dugand
- Ficus clusiifolia (Miq.) Schott ex Spreng.
- Ficus corpulenta Pittier
- Ficus erratica Standl.
- Ficus eugeniifolia (Liebm.) Hemsl.
- Ficus gleasonii Standl.
- Ficus grenadensis Warb.
- Ficus guianensis Desv. ex Ham.
- Ficus jacquiniifolia A. Rich.
- Ficus maroana Pittier
- Ficus martinii Miq.
- Ficus mathewsii (Miq.) Miq.
- Ficus mensalis Standl.
- Ficus metensis Dugand
- Ficus myriasycea Pittier
- Ficus niceforoi Dugand
- Ficus oblanceolata Rusby
- Ficus oerstediana (Miq.) Miq.
- Ficus parkeriana (Miq.) Sandwith
- Ficus perforata L.
- Ficus sprucei Standl.
- Ficus umbonigera Warb.
- Ficus vaupesana Dugand
- Pharmacosycea parkeriana Miq.
- Urostigma clusiifolium Miq.
- Urostigma mathewsii Miq.

Ficus americana est une espèce d'arbres tropicaux de la famille des Moraceae, originaire d'Amérique centrale et du Sud.

En Français, on le désigne sous les noms de Figuier à petites feuilles [Figyé ti fèy], Aralie petite cerise  [Arali ti siriz] (Martinique),  Figuier canelle (Haiti).
En Espagnol, on l'appelle Higo prieto (République Dominicaine), Higuillo (République Dominicaine, Honduras), Higuillo prieto, Jagüey, Jagüey colorado, Jagüey prieto (Porto Rico), Jagüeycillo (Cuba),  Matapalo (Venezuela, Belize, Guatemala).
En Anglais, on le nomme Central American banyan, Jamaica fig,  Jamaica cherry fig (Bahamas, Jamaique), Fig, Fine tea fig, Red fidjié, Small fig (Belize), Small leaf fig (Bahamas), West Indian laurel fig, White fig.

## Taxonomie

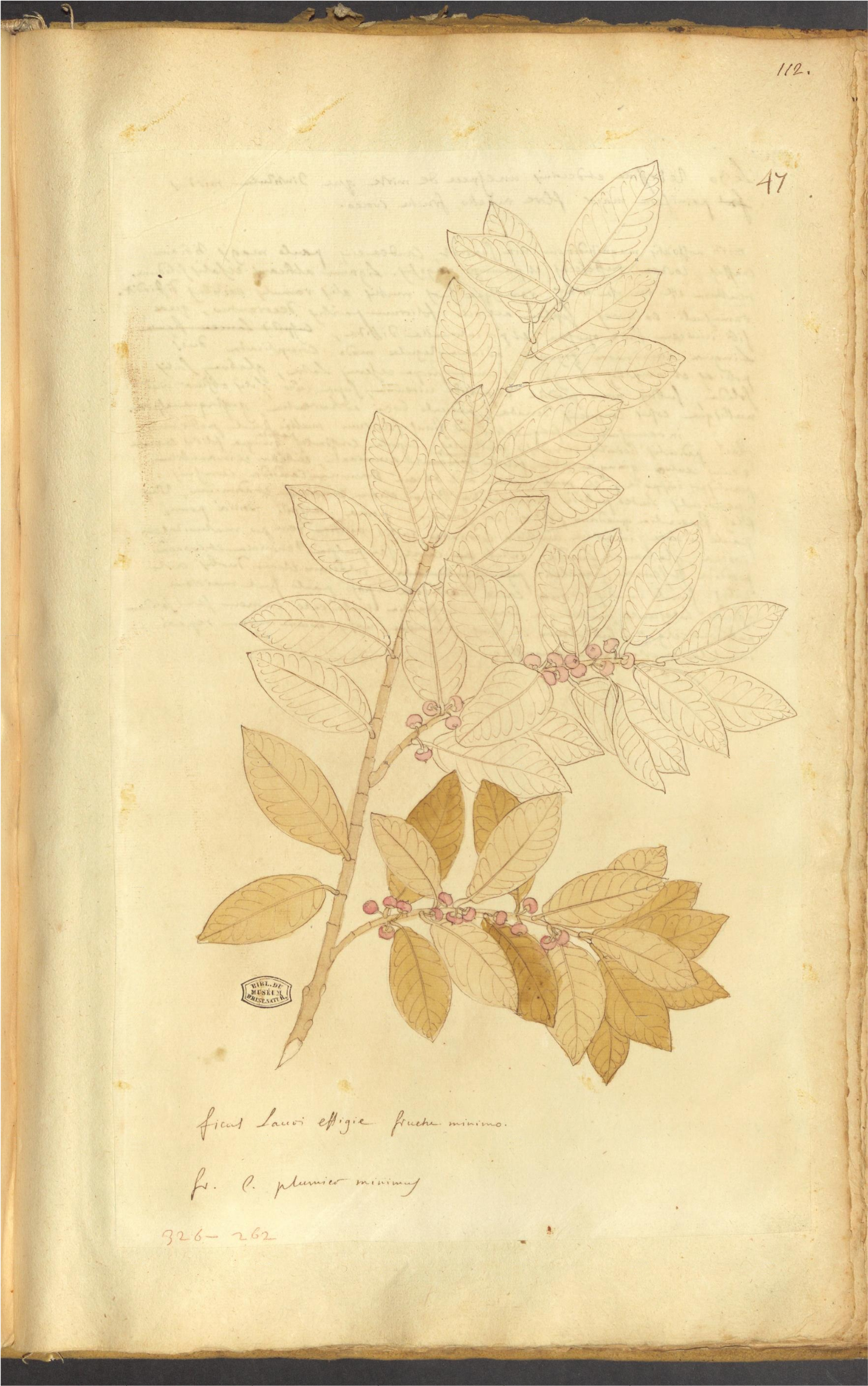
planche originale manuscrite de Plumier « Ficus Lauri effigie fructu minimo » (1689–1697).

Aublet a publié Ficus americana à partir du dessin type et de la description de Plumier (ce dernier rapportait que cet arbre était abondant autour de la Rivière du Lamentin et de la Martinique),.
Il s'est néanmoins trompé dans son identification, car cette espèce est absente de Guyane où il rapportait l'avoir rencontrée : 
« FICUS (Americana) foliis ovato-oblongis, venoſis, integerrimis ; baccis axillaribus, pedunculatis, confertis. Burm. Amer. 124. t. 132. f. 2. 

Ficus alia foliis lauri, fructu minori. Plum. Cat. 21. 109. t. 7. »
— Fusée-Aublet, 1775.
D'après le spécialiste Cornelis Christiaan Berg, Ficus americana ferait partie d'un complexe d'espèces avec F. guianensis Desv. ex Ham., F. mathewsii (Miq.) Miq., et F. maitin Pittier.
Ficus americana comprendrait cinq sous-espèces :
- Ficus americana subsp. americana
- Ficus americana subsp. andicola (Standl.) C.C.Berg
- Ficus americana subsp. greiffiana (Dugand) C.C.Berg
- Ficus americana subsp. guianensis (Desv.) C.C.Berg
- Ficus americana subsp. subapiculata (Miq.) C.C.Berg

## Description
Ficus americana est un arbre souvent hémiépiphyte (généralement avec des racines aériennes), pouvant atteindre 20 m de haut. 
Ses rameaux, minutieusement pubérulents à glabres, mesurent 1,5 à 3 mm de diamètre. 

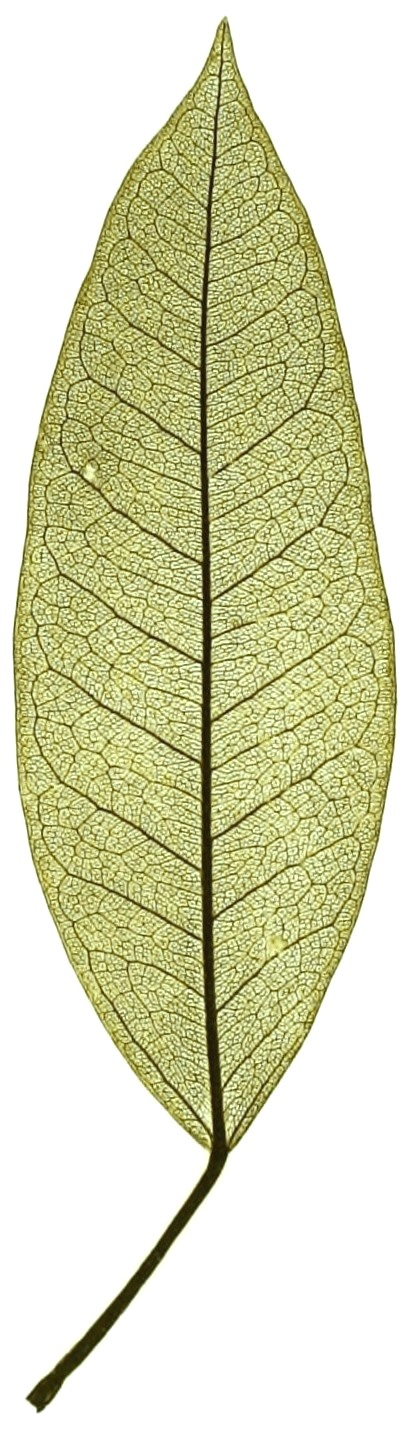
Feuille de Ficus americana.

Le limbe des feuilles est coriace, glabre sur les deux faces (parfois finement pubérulent sur la nervure médiane, face inférieure), de forme elliptique à oblongue ou (sub-)obovale, l'apex acuminé à aigu, et la base arrondie à subaiguë, et mesure 1,5-4,5 x 0,5-2 cm. 
On compte huit à dix paires de nervures secondaires, saillantes sur les deux faces.
Les stipules sont sub-glabres, longs de 0,6-1,2 cm.
Le pétiole est long de 0,5-1 cm.
Les infrutescences sont des sycones (figues) globuleux, sub-glabres, principalement par paires à l'aisselle des feuilles ; ils mesurent 0,3-0,4(-0,5) cm de diamètre lorsqu'ils sont secs, et deviennent rouges ou roses à maturité.
Le pédoncule est long de 0,1-0,2 cm, avec deux bractées basales longues d'environ 1,5 mm.
L'ostiole est plate ou légèrement proéminente, et mesure environ 1,5 mm de diamètre.
Les fleurs comportent une étamine et généralement un stigmate.
Ficus americana est essentiellement un taxon des basses terres mais ses caractéristiques peuvent varier.
Ainsi, les dimensions du limbe varient selon l'altitude et la région aux Antilles, en Amérique centrale, et à l'Ouest de l'Amérique du Sud.
On rencontre les dimensions typiques (mentionnées ci-dessus) dans les Antilles, au nord de Saint-Vincent, et à des altitudes élevées dans l'est du Venezuela et au Guyana.
On trouve une forme à plus grandes feuilles ailleurs en Amérique du Sud (par exemple à Zulia à basse altitude),.

## Répartition
Ficus americana est présent de l'Amérique Centrale au Brésil en passant par les Antilles, la Colombie, le Venezuela (Bolívar, Amazonas, Apure, Guarico, Zulia), le Guyana et l'Équateur.
Aublet l'a mentionné par erreur en Guyane possiblement confondu avec Ficus guianensis.

## Écologie
On rencontre Ficus americana dans les forêts à basse altitude aux Antilles et de l'Amérique centrale à l'Équateur, et jusqu'à des altitudes de 1 200–2 200 m dans l'est du Venezuela (Bolívar) et au Guyana. Au Venezuela il pousse dans les forêts sempervirentes de plaine ou de montagne, autour de 100–2 200 m d'altitude.